# GDDR2

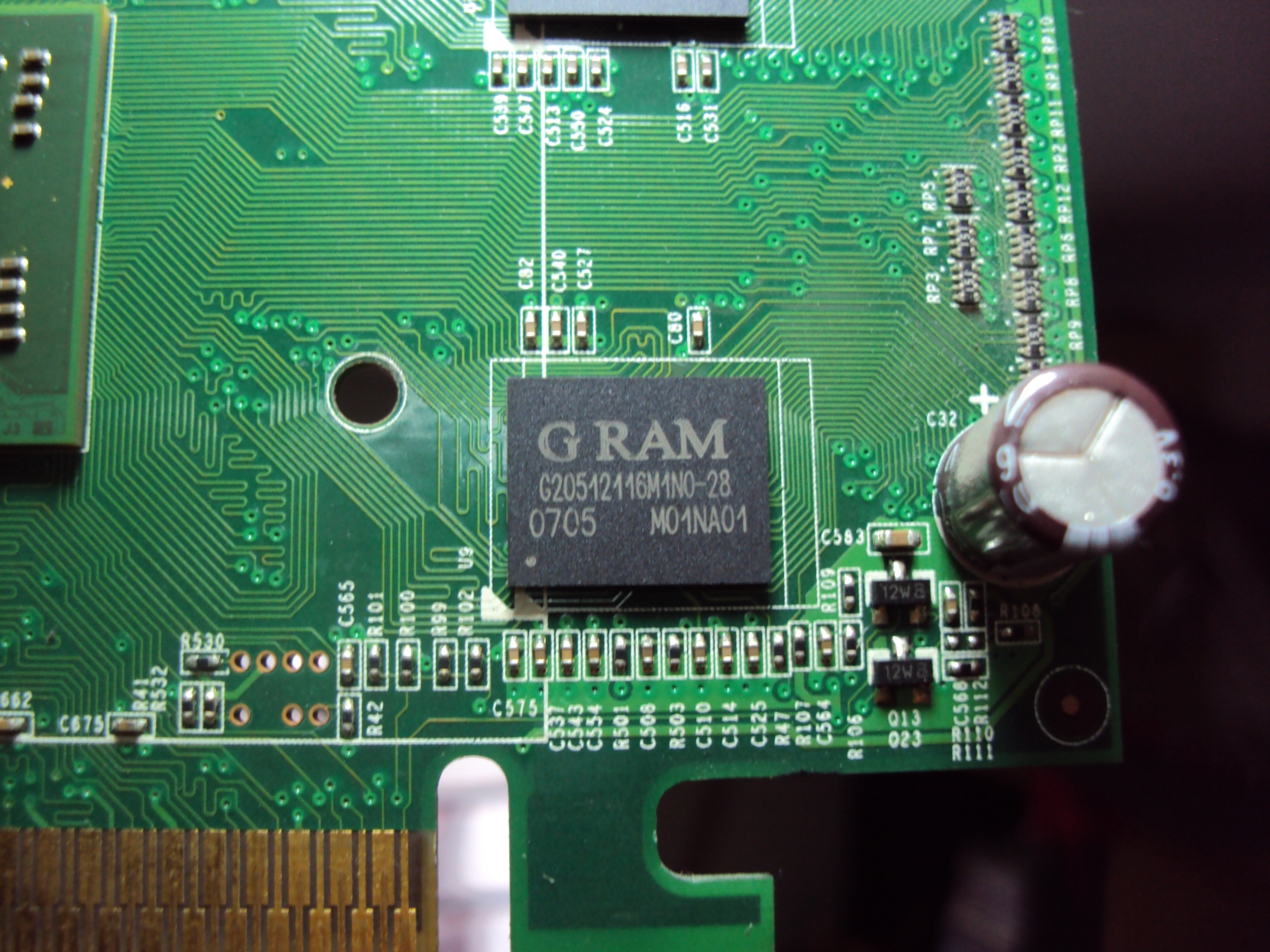
Módulo GDDR2 en una tarjeta gráfica NVIDIA GeForce 6200 AGP.

 GDDR2 SDRAM (de las siglas en inglés Graphics Double Data Rate 2 Synchronous Dynamic Random-Access Memory) fue un tipo de memoria SDRAM diseñada para tarjetas gráficas, al igual que su predecesora GDDR funcionaba según el estándar DDR, enviando o recibiendo dos bits por ciclo de reloj a diferencia de las memorias DDR2 que duplican a las DDR, es decir, envían o reciben 4 bits por ciclo de reloj. 
Las memorias GDDR2 fueron realmente una pequeña optimización de GDDR llegando a una capacidad máxima de 1 GB, obtuvieron más frecuencia real, y a pesar de funcionar con un intervalo de voltaje entre 1,8 a 2 V, las memorias GDDR2 llegaron a tener serios problemas de calentamiento. Este tipo de memorias carecía de la capacidad de "limpiar" por completo el contenido de los módulos, así que en presencia de un error de la GPU la manera de vaciar la información de los módulos era reiniciar el ordenador, la variante GDDR3 no necesita de un reinicio de todo el sistema para esto.

## Diferencias entre GDDR
Las memorias GDDR2 siguen funcionando a 2,5 V. Dado que funcionan a velocidades de reloj más altas en comparación con las memorias DDR, generan más calor. Esta es la razón por la que solo unas pocas tarjetas de video usaban memorias GDDR2: solo GeForce FX 5700 Ultra y GeForce FX 5800 Ultra usaban este tipo de memoria. Poco después del lanzamiento de la GeForce FX 5700 Ultra, muchos fabricantes de tarjetas de video lanzaron una GeForce FX 5700 Ultra con memorias GDDR3, tal vez para reducir los efectos del calor y el consumo de energía.
Las memorias GDDR3 pueden funcionar a 2,0 V (chips de Samsung) o a 1,8 V (chips de otros fabricantes), resolviendo así el problema del calor. Esta es la razón por la cual este tipo de memoria es utilizada por tarjetas de video de gama alta.

## Estandarización
Las normas de estandarización sobre estos tipos de memoria son dictadas por JEDEC. Debido a que las tarjetas gráficas tienen que procesar grandes cantidades de datos en los ordenadores de sobremesa y portátiles, ya que las aplicaciones 3D producen gigantescas cantidades de datos de las imágenes a computar. El ancho de banda iba de 8,5 a 16 GB/s, tenían una frecuencia efectiva entre 533 y 1000 MHz y latencias que iban desde 4 a 6 ns.

## Productos que utilizan memoria GDDR2
Chipset Nvidia:
- Tarjeta de Video WinFast GeForce PX8600 GT TDH 512 MB GDDR2. La frecuencia central de 540 MHz, memoria - 800 MHz.
- Tarjeta de Video WinFast PX8400 GS TDH Silent (refrigeración pasiva) con 256 MB de GDDR2. La frecuencia central es de 567 MHz, la memoria - 1000 MHz.
- Tarjeta gráfica WinFast PX8500 GT TDH con 512 MB de GDDR2. La frecuencia central es de 490 MHz, la memoria - 800 MHz.
- Se hará referencia a la versión de la GeForce 9500 GS, D9M-25. Su frecuencia: 550 (core) / 500 (Comm) MHz. Como estaba previsto en el caso de los chips de 65 nm, para ella usaría memoria GDDR2 con clases de acceso de 128 bits.
- Elitegroup N8800GT-1GMU: GDDR2 con 1 GB de memoria, salida de video: 2DVI/HDTV/HDCP.
- Elitegroup N8400GS-512DU, N8400GS-256DZ: Capacidad de memoria GDDR2 de 256 o 512 MB de salidas de video: DVI/CRT/HDTV/HDCP.
- Elitegroup N7300GSA-512DZ, N7300GTA-256DZ: GDDR2 con una capacidad de almacenamiento de 256 o 512 MB de salidas de video:. DVI/CRT/HDTV
- Adaptador de gráficos NVIDIA GeForce 9200M GS

Chipset ATI:
- En el núcleo RV710, se presentará a la tarjeta gráfica Radeon HD 4450. Acelerador de memoria: 128 MB DDR2. La tasa fue de 700 (núcleo) / 1000 (Comm) MHz.
- Zafiro RADEON 2600 PRO 256 MB DDR2 PCI-E